# Žena v modrém čtoucí dopis

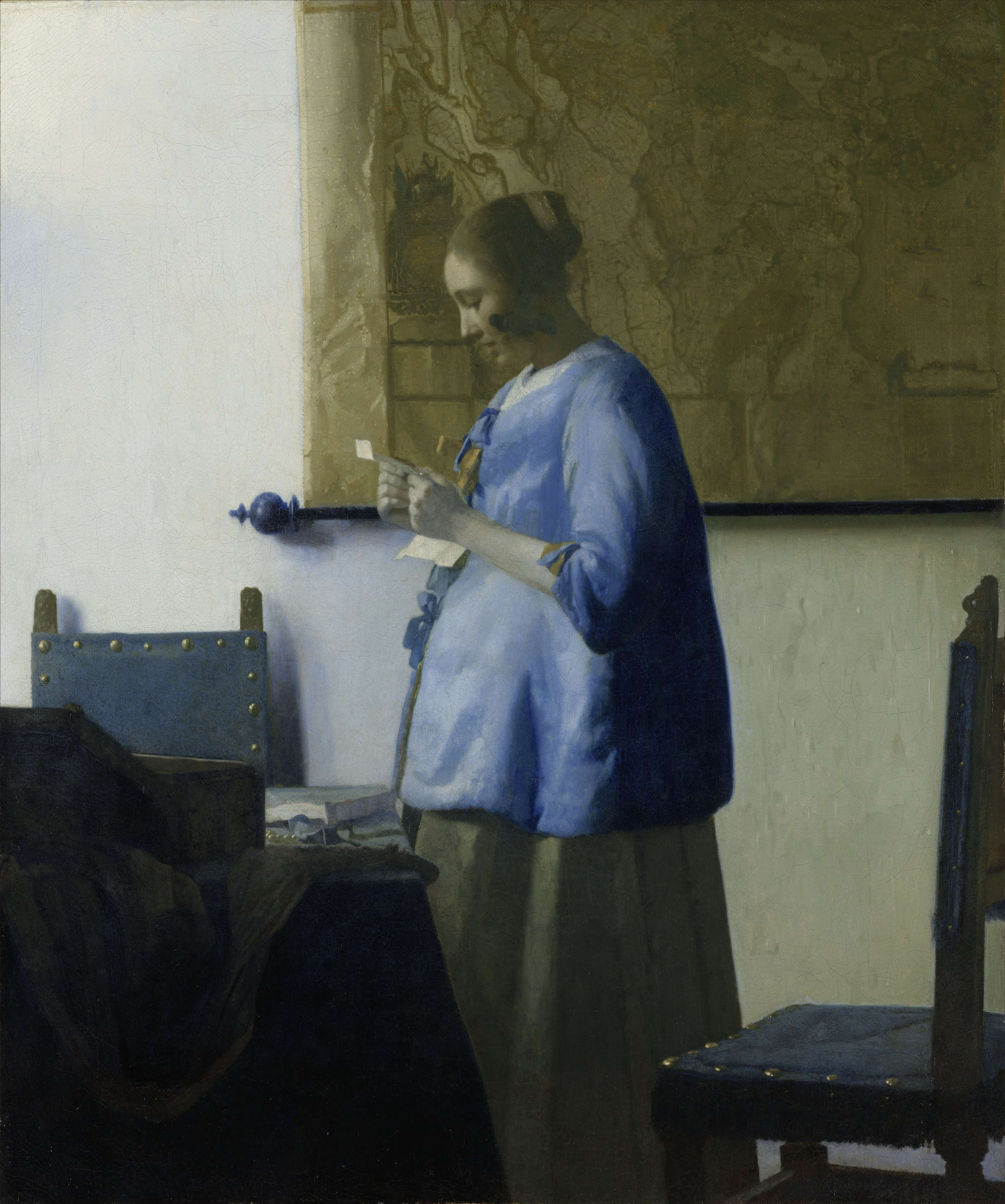
Žena v modrém čtoucí dopis, kolem roku 1663.

Žena v modrém čtoucí dopis nebo Čtenářka v modrém (nizozemsky Brieflezende vrouw in het blauw) je obraz Jana Vermeera datovaný do let 1662-1665. Plátno není signované.

## Historie
Vznik obrazu Žena v modrém čtoucí dopis se datuje do let 1662-1665, snad do roku 1663. V současnosti se nachází v amsterodamském Rijksmuseu, kam se dostal roku 1885.

## Popis
Malba (olej na plátně) o výšce 46,5 cm a šířce 39 cm představuje z levého profilu vyobrazenou ženu stojící u okna místnosti a zaujatou čtením dopisu, který drží v rukou. Kompozice obrazu je velmi jednoduchá a připomíná jinou Vermeerovu malbu – Dívku u okna čtoucí dopis. Na levé straně místnosti se nachází okno, které sice na obraze není vidět, levá část obrazu je však výrazně světlejší. V místnosti je stůl a dvě židle – stůl v popředí vlevo, jedna židle za ženou, jako kdyby z ní právě vstala, druhá pak u stěny proti divákovi; na této stěně visí mapa, stejná, jakou malíř představil již dříve na obraze Voják a smějící se dívka. Mapa, již vyhotovil roku 1620 roku Balthasar Florisz van Berckenrode, znázorňuje Holandsko a Západní Frísko, avšak nikoli v běžné orientaci sever-jih, ale východ-západ, dále pak mapa na obraze Voják a smějící se dívka mnohem zřetelněji zobrazuje vodstvo, které je na obraze Žena v modrém mlhavější, méně výrazné.
Barevnost díla se opírá především o různé odstíny žluti a modři. Není však vyloučeno, že barva dnes modrá byla původně zelená. Zeleň Vermeer získával smícháním žluti s modří a postupem času se výsledná zelená barva mohla změnit v modrou. Tento názor je podporován efektem, patrným na plátnech Alegorie malířství, kde vavřínový věnec má modrý odstín, nebo Ulička, kde vyobrazený břečťan pnoucí se po cihlové stěně získal podobnou barvu.

## Interpretace, symbolika
Ve starší literatuře se často objevuje úvaha o tom, že žena je patrně těhotná a že by to mohla být Vermeerova manželka, Catharina Bolnes, která mu porodila nejméně jedenáct dětí. Žena má ovšem na sobě v té době módní součást oděvu, zvanou vertugalles nebo vertugadins, tedy volný kabátek či halenu, jež může těhotenství stejně tak skrývat, jako naznačovat.
Na stole v popředí vlevo leží šátek, šperkovnice a perlový náhrdelník, tedy předměty, jež lze interpretovat jako symboly pomíjivosti (Vanitas).